# Filtr cyfrowy
Filtr cyfrowy – algorytm realizowany przez program komputerowy lub cyfrowy układ sekwencyjny, który w reakcji na ciąg próbek sygnału dyskretnego podanego na wejście odpowiada ciągiem próbek wyjściowych, zgodnie z deterministyczną (czyli nie stochastyczną) funkcją przejścia, która może być liniowa lub nieliniowa. 
Filtr cyfrowy posiada pamięć wewnętrzną, w której zapisywany jest stan, dzięki któremu odpowiedź na każdą kolejną próbkę nie zależy wyłącznie od tej próbki, ale również od innych próbek. Jeśli zależność ta dotyczy wyłącznie próbek poprzednich, taki filtr nazywamy przyczynowym, jeśli uwzględniane są również próbki przyszłe – nieprzyczynowym. 
W przypadku filtru liniowego jego właściwości całkowicie określa dyskretna odpowiedź impulsowa, a sygnał wyjściowy jest splotem dyskretnym sygnału wejściowego z tą odpowiedzią. W dziedzinie częstotliwości właściwości takiego filtru opisuje transmitancja.
Zachowanie dynamiczne filtru nieliniowego jest zazwyczaj bardziej skomplikowane, dlatego odpowiedź impulsowa takiego filtru nie opisuje wszystkich jego właściwości i nie wystarcza do przewidzenia reakcji filtru na dowolny sygnał wejściowy.
Filtry cyfrowe można podzielić na dwie grupy:
1. Filtry o skończonej odpowiedzi impulsowej (SOI, ang. finite impulse response – FIR)
2. Filtry o nieskończonej odpowiedzi impulsowej (NOI, ang. infinite impulse response – IIR)